# Битва при Баласагуне
Битва при Баласагуне — сражение между найманским Кучлук-ханом и гурханом кара-киданей Елюй Чжулху, произошедшее в  1210 году.
После разгрома найманов войсками Темуджина и гибели Таян-хана в 1204 году Кучлук ушёл на запад, в иртышские степи, где объединился с ханом меркитов Тохтоа-беки, также бежавшим от монголов. В 1205 (или 1208) году Кучлук и Тохтоа были разбиты монголами в долине Иртыша. Кучлуку вновь удалось бежать, на этот раз — в Семиречье, к гурхану кара-киданей Елюй Чжулху.
Гурхан принял Кучлука и выдал за него свою дочь Тафгач-хатун. Тем не менее, когда хорезмшах Мухаммед отнял у кара-киданей Самарканд и Бухару, Кучлук не пришёл на помощь гурхану, захватил его казну и попытался взять в плен самого Елюй Чжулху. Однако в сражении близ Баласагуна Кучлук был разбит. Войско гурхана отбило казну, но не вернуло её правителю. В результате этого бунта гурхан в 1211 году был захвачен Кучлуком. Елюй Чжулху был оставлен его титул, но реальной властью в стране обладал Кучлук.
В 1213 году Елюй Чжулху умер и Кучлук был провозглашён гурханом. Став единственным правителем Семиречья, Кучлук начал войну с мусульманскими странами.